# Светицховели
Светицхове́ли (груз. სვეტიცხოველი — животворящий столп) — главный кафедральный патриарший собор Грузинской Православной Церкви, воздвигнутый в честь двенадцати Апостолов в городе Мцхета. С 1994 года — памятник Всемирного наследия.

## История
Среди сохранившихся исторических сооружений Светицховели является самым большим в Грузии. На протяжении веков является центром христианской Грузии. Ещё в IV веке принявший христианство царь Мириан III по совету равноапостольной Нины выстроил на месте современного храма первую в Грузии деревянную церковь, которая не дошла до сегодняшних дней.
Одним из ее устоев служил стоявший на месте захоронения ризы Христовой («нешвенного хитона») священный ствол кедра (груз. სვეტი ცხოველი [све́ти (столп) цхове́ли (животворящий)], по которому и назван храм.
Во II половине V века царь Вахтанг I Горгасал выстроил на месте этой церкви базилику, верхние устои которой были вскрыты советскими исследователями (руководитель В. Цинцадзе) в 1970-е годы и оставлены для всеобщего обозрения.
В XI веке на месте поврежденной базилики католикос Грузии Мелкиседек I (1012—1030, 1039—1045) воздвиг храм. Ныне существующая крестовокупольная четырёхстолпная трёхнефная церковь во имя Двенадцати Апостолов строилась с 1010 по 1029 год под наблюдением зодчего Арсакидзе (упомянут в надписи на фасаде).
По легенде, в фундаменте собора погребена милоть пророка Илии.
В 1830-е годы, когда во Мцхете ожидали прибытия императора Николая Павловича, местное управление распорядились забелить древние фрески, которые могли показаться столичной делегации обветшавшими и неопрятными. Впоследствии храм был заново расписан художниками, приглашёнными из России. Позднее[когда?] старинную роспись вскрыли и отреставрировали.

## Архитектура
В плане церковь вытянута с запада на восток и являет собой удлинённый прямоугольник. Пространственный образ креста создается направленными по четырём сторонам света плечами. Плечи прямоугольны, кроме восточной, которая заканчивается апсидой. На северном и южном плече на двух этажах расположены комнаты для утвари и складские помещения. В южный неф встроена часовня-ротонда XIII—XIV вв. — дань композиции Храма Гроба Господня. Купол держат 4 мощных столпа, а в барабане купола 16 поясов крепости. По фасадам и барабану проходит изысканный аркатурный пояс с рельефами. Устремлённый ввысь собор обновлялся в XV и XVII веках; тогда же были созданы росписи, украшающие его внутренние стены. В 1830-е годы боковые арочные галереи были разобраны, многие росписи — забелены, но впоследствии прописаны. Несмотря на то, что храм перенес не одно изменение, большая часть фресок погибла и побелка стен в интерьере убавила художественную целостность, он и сегодня оставляет большое впечатление.
Распределение внешних форм и масс, пропорции подчиняются возвышающемуся в центре высокому куполу, под которым расположена крыша с двунаклонным покрытием в форме креста. В оформлении фасада в основном используются декоративные элементы и развитая система сдвоенных пилястр, а также в поясах крепости облицовка с изразцами. Изразцы богаты и многообразны (дошли частично). В декоративном украшении храма большое место занимает рельеф. Стоит отметить украшение восточного фасада, в основе которой лежит система из пяти декоративных люстр. В подкупольном пространстве включены треугольные ниши, а в центральной части расположены веерообразные лучи с дисками на краях. Мастерски используется полихромический эффект. На основном — песочного цвета фоне у алтаря выделяются собранные ярко красные изразцы, которые выделены богато украшенными горизонтальными поясами. У западной части фасада один большой, богато украшенный пояс, который занимает большую часть стены. Композицию фасада завершает трехфигурный рельеф — восседающий на троне Спаситель с ангелами по бокам.
Светицховели является основополагающим храмом в стиле архитектуры средневековой Грузии. Сохранились росписи XVI, XVII и возможно XVIII веков (восстановлены в XIX веке). Наиболее интересны фрески XVII века (под куполом), эпизоды которых повествуют о принятии христианства Грузией (руководитель росписи — художник Григорий Гулджаварасашвили).
Во внешней части много изменений: часть фасада и подкуполье (которые отличаются зелёным цветом облицовки) принадлежат началу XV века (реставрировано Александром I Великим после нашествия Тамерлана), некоторые рельефные изображения перенесены, хотя эти реставрации не нарушили основные формы и пропорции храма.
- Поперечный разрез

## Храмовая ограда
Храм окружён крепостной стеной, которая по плану приближается к квадрату. Стена была воздвигнута по приказу царя Ираклия II (упоминается в тексте, высеченном над южным входом в храм). Высеченный камень в старой части перемешан с речным камнем в стене. Постройки на стенах исполнены кирпичом. Нижняя часть двухъярусной стены непроницаема. В верхней части присутствует боевая дорожка, на уровне которой также имеются хранилища камня. У стен присутствуют 6 цилиндрических и 2 четырёхугольных башни. Входные ворота расположены на южной стороне. На западной стороне звонница и врата XI века — замечательный пример грузинской народной архитектуры. В 1964—1965 годах проведённой реставрацией возвращён первозданный облик (архитекторы Н. Чубинашвили и В. Цинцадзе; гл. консультант Г. Чубинашвили). Во время раскопок в 1963—1964 годах в юго-западной части стены были найдены останки католикоса Мелкиседека (XI век). Во дворе, в юго-восточной части стены — дворец католикоса Антона II. В данный момент полностью переделан и является историко-этнографическим музеем.
На всём протяжении своего существования собор служил местом коронования и усыпальницей для представителей царского рода Багратионов. В марте 2007 года в Светицховели прошло отпевание первого грузинского президента Звиада Гамсахурдиа.

## Упоминание в литературе
В классической литературе Грузии одним из ярких произведений является роман «Десница великого мастера» классика литературы Константина Гамсахурдия, повествующий о строительстве храма и об одновременно связанном с этим событием становлении Грузии. Эпическое произведение детально описывает процесс строительства храма, становления христианства в Грузии и грузинского государства.